# Рэндольф, Эдмунд
Эдмунд Дженнингс Рэндольф (англ. Edmund Jennings Randolph; 10 августа 1753 — 12 сентября 1813) — американский политик, адвокат и 1-й Государственный секретарь США.

## Биография
Эдмунд Рэндольф родился во влиятельной семье Рэндольф. Образование получил в колледже Вильгельма и Марии. После окончания колледжа Рэндольф начал работать адвокатом вместе со своим отцом, Джоном Рэндольфом и дядей Пейтоном Рэндольфом. В 1775 году, с началом войны за независимость, отец Эдмунда остался лоялистом и вернулся в Британию. Сам же Рэндольф остался в Америке, где присоединился к Континентальной армии в качестве адъютанта генерала Джорджа Вашингтона.
После смерти дяди в октябре 1775 года Рэндольф вернулся в Виргинию, где был избран представителем на Виргинскую конвенцию. Далее он будет работать мэром Уилльямсбурга, а затем первым генеральным прокурором США. 29 августа 1776 года Рэндольф женился на Элизабет Николас, которая родила ему шесть детей.

## Карьера
В 1779 году Рэндольф был выбран в качестве делегата на Континентальный конгресс, которым он прослужил до 1782 года. В этот период он также занимался частной юридической практикой.

### Континентальный конгресс
В следующем году, как делегат Виргинии на Филадельфийском конвенте, Рэндольф внёс «план Виргинии», как первоначальный набросок нового национального правительства. Он выступал против ввоза рабов и в пользу сильного центрального правительства.

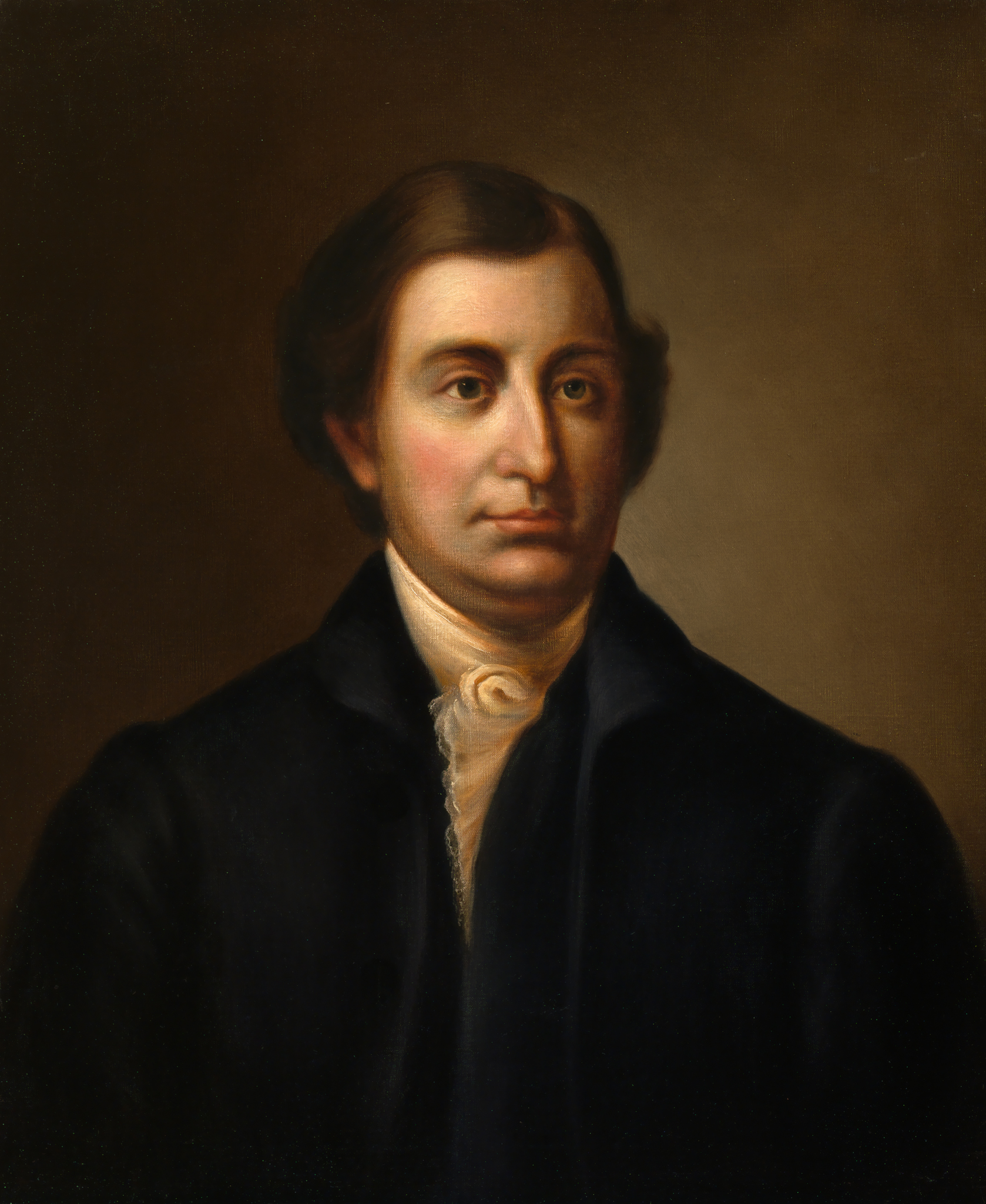
Эдмунд Рэндольф

Также, Рэндольф был членом «Комитета тонкости», перед которым была поставлена задача преобразовать 15 резолюций «Плана Виргинии» в проект Конституции. Но, Эдмунд отказался подписать итоговый документ, полагая, что в нём недостаточно сдержек и противовесов. В 1787 году он опубликовал отчёт о своих возражениях. Тем не менее, на Виргинском ратификационном конгрессе в 1788 году Рэндольф проголосовал за ратификацию Конституции.

### Кабинет Вашингтона
В сентябре 1789 года Рэндольф стал первым в истории США генеральным прокурором. В 1793 году он сменил Томаса Джефферсона на посту Государственного секретаря США. В 1794 году Рэндольф исполнил номинальную роль в подписании договора Джея, который до этого разрабатывал Александр Гамильтон. Ближе к концу срока полномочий он завершил договор Пинкни.

### Смерть
Эдмунд Рэндольф умер 12 сентября 1813 года от паралича во время посещения своего друга в Милвуде, Виргиния. Был похоронен на кладбище «Старая капелла».